# Юхина, Гертруда Георгиевна
Гертруда Георгиевна Юхина (по мужу — Дзержинская; род. 30 января 1939, Ленинград) — советская эстрадная певица (лирическое сопрано).

## Биография
В детстве пережила блокаду Ленинграда. Училась на математико-механическом факультете Ленинградского государственного университета, но не окончила его, потому что музыка оказалась сильнее. Выступала с Ленинградским концертным оркестром п/у Анатолия Бадхена и с инструментальным ансамблем п/у Владимира Дмитриева. Затем до начала 90-х годов пела в Ленконцерте. 
Исполнительница популярных песен: «Над Кронштадтом туман» (муз. Владимира Дмитриева — слова Сергея Беликова), «Песня о тебе» (муз. Владимира Дмитриева — слова Николая Малышева), «Я не знаю» (муз. Валерия Гаврилина — слова Ольги Фокиной), «Тот или не тот» (муз. Станислава Пожлакова, слова Леонида Лучкина), «Песня о моем отце» (муз. Андрея Петрова, слова Льва Куклина), «Встречу тебя» (муз. Якова Дубравина, слова Якова Голякова), «Ястребиное перо» (музыка Станислава Пожлакова, слова Виктора Максимова), и др. Исполнила (за кадром) также песни к нескольким кинофильмам, в том числе: «Крылья в небе» из советско-американского художественного фильма «Синяя птица» (музыка Андрея Петрова — слова Т.Харрисон, перевод Татьяны Калининой) и «Песня Любы» из к/ф «Табачный капитан» (музыка Игоря Цветкова, стихи Якова Голякова, в кадре — Наталья Фатеева). 

В 1995 году уехала в США, оттуда — в Канаду. Затем долго жила в Израиле. В 2018 году вернулась и в настоящее время проживает в Санкт-Петербурге.

## Семья
- Дочь — Ольга Кондратьева, предпринимательница (род. 1961).
- Внучка — Алиса Кондратьева (Полубенцева), актриса Санкт-Петербургского академического театра комедии имени Н. П. Акимова (род. 1980).
- Три правнучки.

## Дискография
- «Над Кронштадтом туман», на обороте — «Песня о тебе» (1966)

## Награды
- Санкт-Петербургская Независимая Премия «Georgievich Award. Heaven 49», присвоен орден «С Благодарностью от Человечества!» (2020)